# 峇冬加里屠杀惨案
峇冬加里大屠杀（英語：Batang Kali Massacre），是馬來亞緊急狀態時，马来亚峇冬加里所发生英國军隊涉嫌屠杀村民的事件。1948年12月12日，英军指控村民为马来亚共产党武装分子或协助马共武装分子，並殺死村里24名男子，另一人因昏厥逃过厄运，并放火焚燒屋舍，死者当中有12名超过50岁，包括一名70岁老翁。事後參與行動的英军获表扬及升级，而英国政府截至目前为止仍否認參與，而多次指出兇手是當時的雪兰莪苏丹。
1950年代起英國政府就開始針對此事展開調查，馬來西亞皇家警察也於1993年至1997年重新檢視證據，但至今仍無任何被指控的兇手遭到懲罰。

## 背景
二战结束后，英国重返马来亚半岛，继续其殖民统治，但由于日据时期对人民思想冲击甚大，产生了要求独立的马来亚共产党。马共基本由华人组成，原为马来西亚抗日军，在日治时期曾获英国武器援助与军事训练，在短短三年内迅速发展，战后英殖民政府与马共决裂，马共走进森林以游击战方式抵抗英殖民统治。
1948年7月，马共武装叛亂升级，英殖民政府宣布马来亚半岛进入紧急状态，华人被强制移居新村或被遣返中国。英殖民政府从英国本土调入大量军力应对，被派遣到马来亚的英军共有三个军团，其一为苏格兰卫队其士兵大多为仅受过基本训练且正服兵役的年轻士兵。
马共武装分子于1948年12月期间在雪兰莪州展开多起攻击行动，包括1948年12月10日摧毁坐落于峇冬加里临近的乌鲁音火车站，并且在新古毛地区放火攻击警员，导致警员受伤。次日（12月11日），两名正巡逻的警员遭到埋伏攻击受伤。一连串攻击让英殖民政府加紧调派士兵到该区域巡逻，该巡逻队隶属第2苏格兰近卫团G连，巡逻队指挥官为蓝西上尉（Captain Ramsay）。巡逻队伍共16人，有人来自军队，也有刚完成基本兵役训练。

## 爆發
12月11日，道格拉士（Douglas）上士（后升任准尉副官）与休斯（Hughes）中士率领第2苏格兰近卫团第G连第7排巡逻队前往雪兰莪峇冬加里的双溪乐莫（马来文：Sungai Remok）橡胶园。傍晚进入胶园后，開始盤問村民，村民否认是马共或其支持者。但随队马来亚籍警员向英军表示，储存配粮的仓库可能遭马共偷取。之後英軍開始分隔村民。男村民被隔离囚禁宿舍（俗称公司），而妇孺被关在另一宿舍。道格拉士命令20岁的村民罗会南（又名罗吉粦，学生/胶工）往前面小径行走，期间他突然遭人从后开枪，其中枪后仍未断气，英军补上一枪击毙他。其他男村民被英軍带到宿舍后方強行盘问，以迫使村民说出马共分子情報。
12月12日，运送粮食的卡车进入村内后被截停，车上仅少量粮食，司机盘问后被扣留。所有妇孺被载上卡车，男村民依然被囚禁。休斯被指对士兵宣布处死扣留的23名男村民。英军将村民分成几组，命令他们往小溪走去，士兵尾随其后。途中，英军開槍扫射，瞬间村民全部中枪倒地身亡。开枪后，英军放火烧村。
数天后，上头对此案进行审讯，执勤士兵称村民因逃离宿舍，警告无效開火。但在这段时期因昏厥的张洪向警察录两次口供，两次都强调村民是在英军命令下走出房子。

## 后续
1949年1月1日及3日，英国官方发布第一及第二次解释声明。英国也在1月21日修正紧急条例法令第27A，允许执法人员动用武力对付拒捕的人，但在这之前必须给予警告。
殖民地事物部长在1月26日向英国国会提呈总检察长的结论书面报告有下列记录：“被扣押的华裔男子是在紧急条例授权范围内遭到盘问。假使但是部队没开枪，这些华裔嫌犯将在已事先策划情况下，成功逃跑。”从此，这回应为英国官方说法。
英报《人民周报》曾報道此事并作出强烈谴责，並刊登了7名当年涉及屠杀的士兵供词。他们是：杜本（Alan Tuppen）、雷美狄斯（Victor Remedios）、古蒂斯（William Cootes），布朗力（Robbert Brownrigg）、休斯（Thomas Hughes）、道格拉斯（Charles Douglas）及凯特（George Kydd）。
当年随队担任向导的马来警官惹化（Abdul Jaffar Taib）临终前透露，他認為射杀是经过设计安排的，真相也被刻意隐瞒。
英国国防部长希利（Denis Healey）通过检察署委托伦敦警察厅总部苏格兰场调查指控，侦探组总监威廉斯（Frank Williams）及道林（Ron Dowling）带领特别小组展开调查。後來英国大选保守党上台，一切调查动作被令停止。
BBC播放纪录片《冷血屠杀》（In cold blood），揭露新证据。英政府事物律师就纪录片向内阁部长汇报，表示纪录片后，媒体鲜有跟进，只是重复内容，唯一可能的负面效应是被控诉战争罪。
英国皇家检察署因纪录片而对此案复查，负责此案的战争罪单位完成初步报告。马华法律局的协助下，一份致函英女王递交至英国驻马来西亚最高专员署。马来西亚警方以刑事法典302谋杀条款展开调查，但遭英国方面敷衍应对。
《追讨英军屠杀罪行工委会》在马来西亚爱国工委会、马来西亚凤凰友好联谊会、忠魂堂、乌鲁音4大华团（福建会馆、广东会馆、业余俱乐部、亲善俱乐部）联合发起下，2008年1月正式成立。
2008年3月25日，工委会成员与罹难者家属呈交请愿书至英驻马最高专员署，要求英府正式公开道歉及做出赔偿。工委会3名义务律师于2008年7月到英国收集证据，并委托英国律师探讨越洋控诉的可能性。后来正式委托拜曼律师事务所针对此案在英国展开本土法律行动。工委会在两百余名社团代表，及朝野政党合作举行全国社团及签名盖章。在2008年9月至11月期间收到来自568个社团的请愿书。并将请愿书递交英驻马最高专员署，希望转交英女王。在收到预告书后，英方立刻收回拒绝重新调查、成立调查会和赔偿的决定，并重新考虑请愿书的要求。最后在英国法律援助金委员独立的“特别经费管制小组”上述成功获得法律援助金。
2011年2月25日正式入禀法庭控告英国政府，要求英国法官司法审查，裁决英府决定为不合法。最后裁决结果，英国高庭裁决死者都是手无寸铁的平民，並推翻因逃跑射杀的说法，英府需负上责任，但基于受到英国最高法院案例的制约，认为英府没有义务展开听证会，拒绝设立听证会是合理和合法的决定。英国高庭拒绝家属要求推翻英府不设听证会的决定。
工委会及罹难者家属发起万人签名运动，要求英府于英国国会撤回被高庭推翻的官方说法，做出毫无保留的道歉。家属并向英国上诉庭申请上述。